# La Sentinelle
La Sentinelle település Franciaországban, Nord megyében. Lakosainak száma 3140 fő (2022. január 1.). La Sentinelle Petite-Forêt, Aubry-du-Hainaut, Hérin, Prouvy, Trith-Saint-Léger és Valenciennes községekkel határos.

## Népesség
A település népességének változása:
| Lakosok száma | 3262 | 3200 | 3232 | 3136 | 3126 | 3117 | 3151 | 3143 | 3140 |
|               | 2013 | 2015 | 2016 | 2017 | 2018 | 2019 | 2020 | 2021 | 2022 |